# Zonas de Extermínio

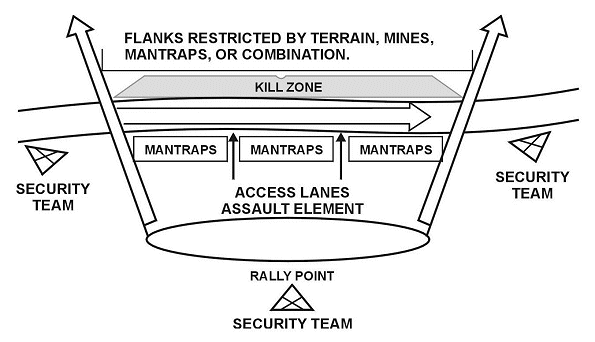
Plano idealizado de emboscada linear do Exército dos EUA, mostrando a zona de extermínio

Em táticas militares, a zona de extermínio, também conhecida como zona de matança, é uma área completamente coberta por fogo direto e efetivo, um elemento de emboscada no qual uma força inimiga que se aproxima é encurralada e destruída. O objetivo da força de emboscada é matar ou capturar rapidamente todos os soldados inimigos dentro da zona de extermínio. Os soldados encurralados podem responder com um contra-ataque.
O termo é usado de forma análoga, em um sentido não letal, nas táticas de paintball e airsoft.

## Prática

### Emboscada
A zona de extermínio é um elemento de emboscada pontual na qual uma unidade militar concentra fogo ofensivo, como minas, explosivos e armas de nível de seção, em uma única área. A zona de extermínio pode ser delimitada por obstáculos, armadilhas ou fogo indireto (artilharia ou morteiros) para impedir a fuga do inimigo. Em uma emboscada de área, várias zonas de abate relacionadas serão cobertas por múltiplas equipes de abate.
As armas da equipe de abate não são disparadas até que a maioria da unidade inimiga esteja dentro da zona de extermínio, idealmente toda a unidade visada. O fogo direto e efetivo é iniciado pelo líder da equipe de abate, que ordena o disparo simultâneo e direcionado de todos os membros da equipe. O ataque é frequentemente iniciado por cargas controladas remotamente, como minas Claymore ou outros explosivos. A unidade emboscada pode ser impedida de avançar ou recuar por explosões na frente e na retaguarda de sua coluna. Os membros individuais da equipe de abate escolhem alvos dentro da zona de extermínio usando metralhadoras e armas de pequeno porte, mas podem ser apoiados por fogo indireto. Idealmente, a ação é concluída tão rapidamente que a força inimiga não tem tempo de relatar o confronto. Uma emboscada bem-sucedida pode resultar na destruição de uma patrulha na zona de extermínio em segundos.
A emboscada de uma zona de extermínio carrega alto risco, pois forças fora da zona podem manobrar pelos flancos dos atacantes, limitando sua fuga. Por essa razão, uma emboscada bem executada emprega equipes de cobertura e equipes de apoio, além da(s) equipe(s) de abate. Forças próximas também podem vir em auxílio daqueles pegos no ataque. Portanto, um ataque bem executado pode terminar em menos de um minuto e raramente deve se estender por mais de alguns minutos.

### Resposta
Uma unidade militar que se encontra repentinamente sob fogo em uma zona de extermínio inimiga deve agir imediatamente contra os emboscadores. Essas ações podem incluir soldados assumindo a posição prona para minimizar sua exposição como alvos. Soldados em posição prona retornarão fogo contra os emboscadores. Outras respostas podem incluir os soldados visados atacando imediatamente posições defensivas suspeitas. Soldados fora da zona de extermínio podem direcionar fogo de supressão contra os emboscadores em apoio ao assalto, e podem avançar sobre os flancos dos emboscadores.
Veículos na zona de extermínio provavelmente tentarão sair dela, enquanto os artilheiros dos veículos disparam contra os emboscadores. Veículos danificados podem criar cobertura para soldados emboscados. Soldados capazes de deixar seus veículos danificados devem se juntar ao assalto contra os emboscadores.

### Seleção do local
A zona de extermínio deve isolar e encurralar o inimigo. A seleção de uma zona de extermínio provável envolve avaliar o terreno e compensar quaisquer inadequações. Em primeiro lugar, a zona de extermínio deve estar onde se espera que o inimigo passe ou onde ele possa ser atraído com "isca". Se o terreno da zona de extermínio potencial restringir o movimento de veículos a uma largura de veículo por vez, então um veículo repentinamente incapacitado ajudará a isolar o inimigo. Terrenos que impedem o inimigo de sair da zona de extermínio são úteis para o isolamento; caso contrário, os emboscadores desejarão colocar obstáculos ou munições nas bordas da área selecionada. Especialmente importante é a separação entre o inimigo e as unidades de emboscada, para evitar um contra-ataque.

### Evitação
Unidades militares em movimento são vulneráveis a emboscadas. Para evitar a zona de extermínio, uma patrulha pode "se espalhar" e viajar com elementos distribuídos à esquerda e à direita, em vez de permanecer apenas em uma estrada ou trilha. Soldados que assumem a ponta devem estar atentos a sinais de uma zona de extermínio, como solo revolvido, obstáculos e terreno restritivo. Equipamentos de visão noturna e imagens térmicas podem ajudar a descobrir armas escondidas ou soldados inimigos sob cobertura.

## Paintball
O termo "zonas de extermínio" é usado nas táticas de paintball para designar uma área fortemente defendida por jogadores adversários de paintball. Jogadores que avançam podem saber a localização de uma zona de extermínio potencial, mas não têm certeza se ela está bem defendida. As respostas variam ao serem pegos em uma zona de extermínio de paintball. Se a zona de extermínio for muito grande e as forças inimigas estiverem relativamente distantes, os jogadores emboscados frequentemente recuam para cobertura. Se a zona de extermínio for pequena, os jogadores emboscados provavelmente avançarão e atacarão os jogadores defensivos. Jogadores aliados que não estão na zona de extermínio provavelmente atacarão os flancos dos jogadores defensivos.